# Kevin Ellis
Kevin Ellis (Kansas City, 30 giugno 1991) è un ex calciatore statunitense, di ruolo difensore.

## Carriera
Il 18 febbraio 2011, Ellis firma il primo contratto da professionista con lo Sporting Kansas City.
Il 28 giugno esordisce professionisticamente in U.S. Open Cup contro la squadra riserve dei Chicago Fire, sostituendo al 63º minuto Kei Kamara.
Segna la prima rete da professionista in Champions League nei quarti di finale contro i messicani del Cruz Azul.
Nel 2015 gioca la sua miglior stagione collezionando complessivamente 38 presenze e segnando 5 reti. Completa la stagione aiutando la propria squadra a conquistare la U.S. Open Cup per 8-7 ai rigori, dei quali segna il penultimo, contro il Philadelphia Union.

## Statistiche
Statistiche aggiornate al 25 settembre 2019.
| Stagione                    | Squadra                     | Campionato                  | Campionato | Campionato | Coppe nazionali | Coppe nazionali | Coppe nazionali | Coppe continentali | Coppe continentali | Coppe continentali | Altre coppe | Altre coppe | Altre coppe | Totale | Totale |
| Stagione                    | Squadra                     | Comp                        | Pres       | Reti       | Comp            | Pres            | Reti            | Comp               | Pres               | Reti               | Comp        | Pres        | Reti        | Pres   | Reti   |
| --------------------------- | --------------------------- | --------------------------- | ---------- | ---------- | --------------- | --------------- | --------------- | ------------------ | ------------------ | ------------------ | ----------- | ----------- | ----------- | ------ | ------ |
| 2011                        | Sporting Kansas City        | MLS                         | -          | -          |                 | -               | -               |                    | -                  | -                  |             | -           | -           | -      | -      |
| 2012                        | Sporting Kansas City        | MLS                         | -          | -          | USOC            | -               | -               |                    | -                  | -                  |             | -           | -           | -      | -      |
| 2013                        | Orlando City                | USL                         | 5          | 0          |                 | -               | -               |                    | -                  | -                  |             | -           | -           | 5      | 0      |
| 2013                        | Sporting Kansas City        | MLS                         | 2          | 0          | USOC            | 1               | 0               | CCL                | 2                  | 1                  |             | -           | -           | 8      | 1      |
| 2014                        | Oklahoma City               | USL                         | 4          | 0          |                 | -               | -               |                    | -                  | -                  |             | -           | -           | 4      | 0      |
| 2014                        | Sporting Kansas City        | MLS                         | 20+1       | 0          |                 | -               | -               | CCL                | 2                  | 0                  |             | -           | -           | 23     | 0      |
| 2015                        | Sporting Kansas City        | MLS                         | 27+1       | 4+1        | USOC            | 5               | 0               |                    | -                  | -                  |             | -           | -           | 33     | 5      |
| 2016                        | Sporting Kansas City        | MLS                         | 14+1       | 1+0        | USOC            | 1               | 0               | CCL                | 2                  | 1                  |             | -           | -           | 18     | 2      |
| 2016                        | Swope Park Rangers          | USL                         | 4          | 0          |                 | -               | -               |                    | -                  | -                  |             | -           | -           | 4      | 0      |
| 2017                        | Sporting Kansas City        | MLS                         | 5          | 0          | USOC            | 2               | 0               |                    | -                  | -                  |             | -           | -           | 7      | 0      |
| Totale Sporting Kansas City | Totale Sporting Kansas City | Totale Sporting Kansas City | 71         | 6          |                 | 9               | 0               |                    | 6                  | 2                  |             | -           | -           | 86     | 8      |
| mar.-ago. 2018              | Chicago Fire                | MLS                         | 20         | 2          | USOC            | 3               | 0               |                    | -                  | -                  |             | -           | -           | 23     | 2      |
| sett.-dic. 2018             | D.C. United                 | MLS                         | 2          | 0          | USOC            | -               | -               |                    | -                  | -                  |             | -           | -           | 2      | 0      |
| Totale carriera             | Totale carriera             | Totale carriera             | 106        | 8          |                 | 12              | 0               |                    | 6                  | 2                  |             | -           | -           | 124    | 10     |

## Palmarès

### Competizioni Nazionali
- Campionato MLS: 1

Sporting Kansas City: 2013
- U.S. Open Cup: 2

Sporting Kansas City: 2015, 2017